# خوسيه إيميليو أمافيسكا
خوسيه إيميليو أمافيسكا (بالإسبانية: José Emilio Amavisca) مواليد 19 يونيو 1971 في منطقة كانتابريا، إسبانيا، هو لاعب كرة قدم إسباني دولي سابق كان يلعب كلاعب وسط. فاز بميدالية أوليمبية في مسابقة كرة القدم. لعب خلال مسيرته 381 مباراة سجل خلالها 57 هدفاً.

## المسيرة الاحترافية

### أندية لعب لها
- ريال بلد الوليد
- ريال مدريد
- راسينغ سانتاندير
- ديبورتيفو لاكورونيا
- إسبانيول

## روابط خارجية
- خوسيه إيميليو أمافيسكا على موقع الاتحاد الدولي (مؤرشف)  (الإنجليزية)
- خوسيه إيميليو أمافيسكا على موقع الاتحاد الأوربي (الإنجليزية)
- خوسيه إيميليو أمافيسكا على موقع قاعدة بيانات كرة القدم.إي يو (الإنجليزية)
- خوسيه إيميليو أمافيسكا على موقع ناشيونال فوتبول تيمز (الإنجليزية)
- خوسيه إيميليو أمافيسكا على موقع أوليمبيديا (الإنجليزية)